# Polystichtis martialis
Polystichtis martialis är en fjärilsart som beskrevs av Felder 1865. Polystichtis martialis ingår i släktet Polystichtis och familjen Riodinidae. Inga underarter finns listade i Catalogue of Life.